# Mejrup Kirkeby
Mejrup Kirkeby er Holstebros østlige bydel med 4.901 indbyggere (2021). I 2007 voksede Mejrup Kirkeby officielt sammen med Holstebro, ved udstykning af det såkaldte "HC Andersen-kvartér" øst for Tvis Møllevej. De to byer er nu at betragte som et sammenhængende byområde.
Mejrup Kirkeby har dens egen kirke, skole, og hal. Byen ligger ved en sø med en hængebro.